# Selección femenina de fútbol sub-17 de Burkina Faso
La selección femenina de fútbol sub-17 de Burkina Faso es el equipo representativo de dicho país en las competiciones oficiales. Su organización está a cargo de la Federación Burkinesa de Fútbol, miembro de la CAF
y la FIFA.

## Estadísticas

### Copa Mundial de Fútbol Femenino Sub-17
| Año                       | Fase            | Posición        | PJ              | PG              | PE              | PP              | GF              | GC              |
| ------------------------- | --------------- | --------------- | --------------- | --------------- | --------------- | --------------- | --------------- | --------------- |
| Nueva Zelanda 2008        | No se clasificó | No se clasificó | No se clasificó | No se clasificó | No se clasificó | No se clasificó | No se clasificó | No se clasificó |
| Trinidad y Tobago 2010    | No se clasificó | No se clasificó | No se clasificó | No se clasificó | No se clasificó | No se clasificó | No se clasificó | No se clasificó |
| Azerbaiyán 2012           | No se clasificó | No se clasificó | No se clasificó | No se clasificó | No se clasificó | No se clasificó | No se clasificó | No se clasificó |
| Costa Rica 2014           | No se clasificó | No se clasificó | No se clasificó | No se clasificó | No se clasificó | No se clasificó | No se clasificó | No se clasificó |
| Jordania 2016             | No se clasificó | No se clasificó | No se clasificó | No se clasificó | No se clasificó | No se clasificó | No se clasificó | No se clasificó |
| Uruguay 2018              | No se clasificó | No se clasificó | No se clasificó | No se clasificó | No se clasificó | No se clasificó | No se clasificó | No se clasificó |
| India 2022                | No se clasificó | No se clasificó | No se clasificó | No se clasificó | No se clasificó | No se clasificó | No se clasificó | No se clasificó |
| República Dominicana 2024 | No se clasificó | No se clasificó | No se clasificó | No se clasificó | No se clasificó | No se clasificó | No se clasificó | No se clasificó |

### Campeonato femenino sub-17 de la CAF
| Año  | Fase         | Posición     | PJ           | PG           | PE           | PP           | GF           | GC           |
| ---- | ------------ | ------------ | ------------ | ------------ | ------------ | ------------ | ------------ | ------------ |
| 2008 | No participó | No participó | No participó | No participó | No participó | No participó | No participó | No participó |
| 2010 | No participó | No participó | No participó | No participó | No participó | No participó | No participó | No participó |
| 2012 | No participó | No participó | No participó | No participó | No participó | No participó | No participó | No participó |
| 2013 | No participó | No participó | No participó | No participó | No participó | No participó | No participó | No participó |
| 2016 | No participó | No participó | No participó | No participó | No participó | No participó | No participó | No participó |
| 2018 | No participó | No participó | No participó | No participó | No participó | No participó | No participó | No participó |
| 2022 | No participó | No participó | No participó | No participó | No participó | No participó | No participó | No participó |
| 2024 | No participó | No participó | No participó | No participó | No participó | No participó | No participó | No participó |

- A partir de la edición 2010 se realizan eliminatorias por zonas clasificando a la Copa Mundial de Fútbol Femenino Sub-17 las ganadoras de los mismos.